# Malcolm Beasley
Malcolm Roy Beasley (* 4. Januar 1940 in San Francisco) ist ein US-amerikanischer Physiker und Hochschullehrer an der Stanford University.
Beasley studierte an der Cornell University mit dem Bachelor-Abschluss als Physikingenieur 1962 und der Promotion 1967. Danach war er an der Harvard University, wo er 1969 Assistant Professor und später Associate Professor wurde. 1974 wurde er Associate Professor und 1980 Professor (Theodore Sydney Rosenberg Professor) an der Stanford University. 1985 bis 1989 stand er dort der Abteilung Angewandte Physik vor. 1998 bis 2001 war er Dekan der School of Humanities and Sciences. 2003 wurde er Direktor der Geballe Labs for Advanced Materials.
Er ist angewandter Physiker und befasst sich vor allem mit Supraleitung. Er ist Teil einer Forschungsinitiative die systematisch nach praktikablen Materialien für Hochtemperatursupraleitern sucht und erforscht Quantentransport in makroskopischen Materialien statt wie sonst überwiegend in Nanomaterialien, wozu seine Gruppe ein Scanning Tunneling Potentiometer entwickelte.
2014 war er Präsident der American Physical Society. Er war Loeb Lecturer und ist Fellow der American Academy of Arts and Sciences und der American Association for the Advancement of Science und Mitglied der National Academy of Sciences.